# Ludwig Maximilian zu Ysenburg-Büdingen (1741–1805)
Graf Ludwig Maximilian I. zu Ysenburg-Büdingen (* 28. August 1741 in Wächtersbach; † 23. Juni 1805 ebenda) war ein deutscher regierender Graf von Ysenburg-Büdingen-Wächtersbach.

## Familie
Ludwig Maximilian zu Ysenburg-Büdingen war der Sohn von Ferdinand Maximilian II. Graf zu Ysenburg-Büdingen (1692–1755) und dessen zweiter Ehefrau Erneste Wilhelmine geborene von Stolberg-Gedern. Er war das siebte und jüngste Kind aus dieser zweiten Ehe und zusammen das 16. Kind des Vaters.
Am 26. April 1789 heiratete er Gräfin Auguste Friederike von Sayn-Witgenstein-Hohenstein (* 27. Februar 1763; † 20. April 1800), die Tochter von Johann Ludwig Graf von Sayn-Witgenstein-Hohenstein. Aus der Ehe gingen vier Kinder hervor:
- Ludwig Maximilian II. zu Ysenburg-Büdingen (1791–1821)
- Wilhelmine Friederike (1782–1863)
- Adolf II. zu Ysenburg-Büdingen (1795–1859)
- Auguste Karoline (1796–1858)

## Leben
Er wurde zunächst im Elternhaus durch Hauslehrer erzogen. Da er als jüngster Sohn (von 16 Kindern!) nur geringe Aussichten auf die Übernahme der Grafschaft hatte, trat er in französische Militärdienste und stieg zum Hauptmann im Regiment des Volontairs s'Alsace auf. 1776 schied er aus dem Militärdienst aus und kehrte nach Schloss Wächtersbach zurück und unterstützte den kranken Bruder bei der Verwaltung der Grafschaft.
Erbe der väterlichen Grafschaft war zunächst Ludwig Maximilians Halbbruder Ferdinand Casimir I. Graf zu Ysenburg-Büdingen (1716–1778) und dann dessen Sohn Ferdinand Casimir II. Graf zu Ysenburg-Büdingen (1752–1780). Ihm folgte Ludwig Maximilians nächstältester Halbbruder Albrecht August Graf zu Ysenburg-Büdingen (1717–1782). Dieser blieb kinderlos und der nächstältester Halbbruder Wilhelm Reinhard Graf zu Ysenburg-Büdingen (1719–1785) wurde regierender Graf. Ihm folgte der letzte Sohn aus erster Ehe, Adolf I. Graf zu Ysenburg-Büdingen (1722–1798) wurde regierender Graf.
Nachdem seine Halbbrüder alle ohne männlichen Nachkommen vor ihm verstorben waren und es auch keine anderen überlebenden Söhne gab, wurde Ludwig Maximilian 1798 Erbe der väterlichen Grafschaft und regierender Graf. Die Verwaltung der Grafschaft war durch die schwierige Finanzlage schwierig. Ein Jahr nach seinem Tod ging die Grafschaft Ysenburg-Büdingen-Wächtersbach im Fürstentum Isenburg auf.